# Straka iberská
Straka iberská (Cyanopica cooki) je krkavcovitý pták rodu Cyanopica. Dříve byla považována za poddruh straky modré. Straka iberská má na rozdíl od té modré štíhlejší a má menší nohy a zobák.

## Rozšíření, popis

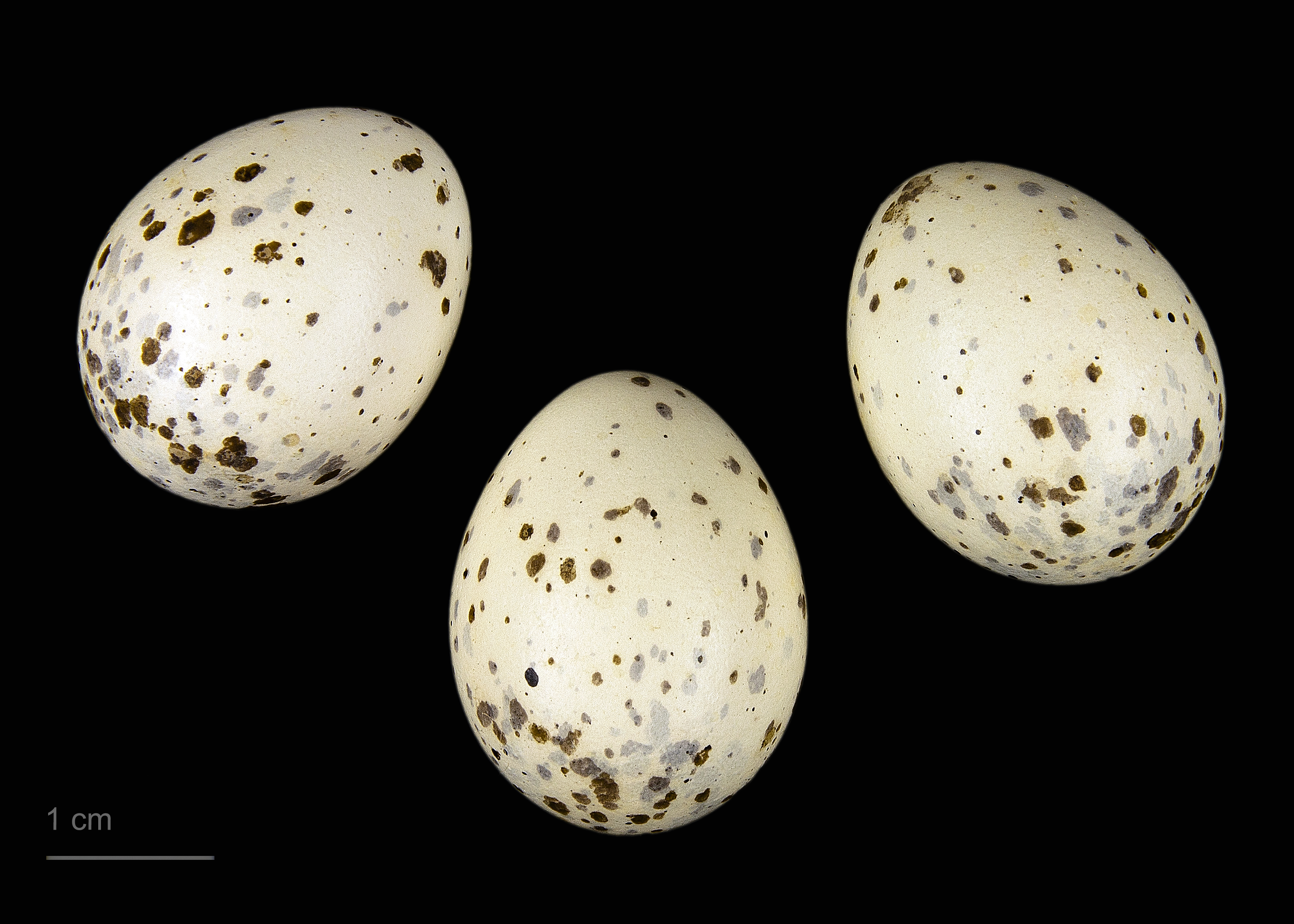
Cyanopica cooki

Zatímco straka modrá žije na východě, straka iberská se vyskytuje v Portugalsku a Španělsku.  Je vysoká 31 až 35 cm. Má lesklou černou „čepičku“ na hlavě a bílý krk. Spodní část těla je šedá. Ocas má délku 16–20 cm a je azurově zbarven. Obývá různé druhy jehličnatých (hlavně borových) a listnatých lesů, k nimž patří parky a zahrady ve východní populaci.

## Chování
Straky se sdružují do rodinných skupin případně do hejn, která mohou čítat až 70 jedinců. Největší skupiny se tvoří po období páření a během zimních měsíců. Na jídelníčku se nachází žaludy, semínka z šišek, bezobratlí živočichové (larvy), měkké plody a bobule a antropogenní zbytky v parcích a městech.
Hnízdí ve volných koloniích s jedním hnízdem na jednom stromě. Snášejí 6 až 8 vajec. Inkubační doba mláďata je asi 15 dnů.